# Bardo-Vertrag

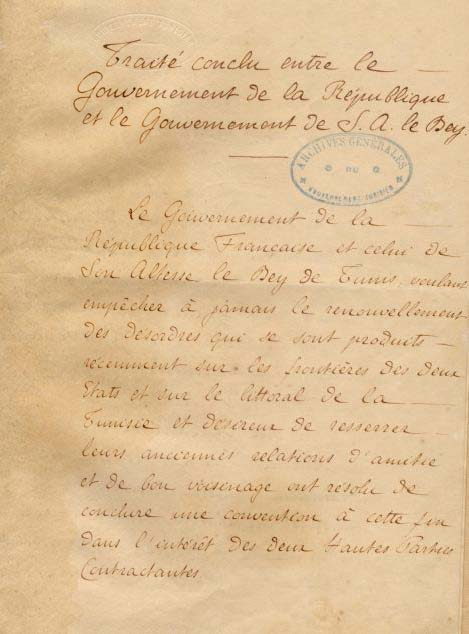
Anfang des Vertragstextes

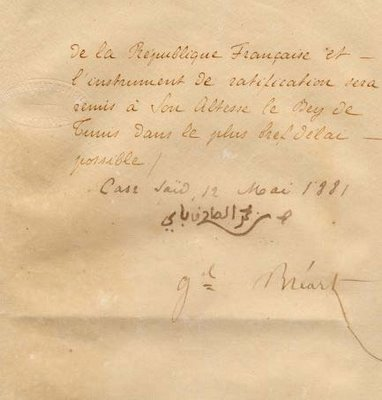
Letzte Seite mit den Unterschriften der Beteiligten

Der Vertrag von Bardo (auch Vertrag von Al-Qasr as-Sa'id oder Vertrag von Ksar Said) wurde am 12. Mai 1881 zwischen Repräsentanten der Französischen Republik und dem tunesischen Bey Muhammad III. al-Husain, Sadiq Bey, abgeschlossen. Mit dem Vertrag unterstellte sich der Bey einem französischen Protektorat, das bis zur Unabhängigkeit Tunesiens von Frankreich am 20. März 1956 dauern sollte. 
Mit dem Protektorat gab der Bey seine Unabhängigkeit in der Außen- und Verteidigungspolitik sowie in Bezug auf die laufende Verwaltungsreform auf; entsprechende Entscheidungen konnten nur noch in Abstimmung mit dem jeweiligen französischen Ministerresidenten getroffen werden. Die Regelungen zur Verwaltung wurden am 5. Juni 1883 in der Vereinbarung von La Marsa überarbeitet.

## Geschichte
Den Überfall von Angehörigen des tunesischen Stammes der Kroumer auf das Gebiet der französischen Kolonie Algerien nahm der französische Premierminister Jules Ferry zum Anlass für eine französische Militäraktion gegen Tunesien, bei der im April und Mai 1881 ein Expeditionskorps von etwa 36.000 Soldaten gelandet und gegen die Kroumer eingesetzt wurde. Die Truppen trafen auf nur geringen Widerstand, auch seitens der Regierung.
Der Vertrag von Bardo wurde General Jules Aimé Bréart, der mit einem Teil der Truppe von etwa 8000 Mann zwischen dem 3. und dem 6. Mai 1881 in der tunesischen Hafenstadt Bizerta gelandet war, in seinem vom 11. bis zum 12. Mai 1881 bezogenen Lager bei Manouba telegraphisch von der französischen Regierung übermittelt. In Begleitung einer bewaffneten Eskorte suchte Bréart zusammen mit General Pierre Léon Maurand und dem französischen Generalkonsul Théodore Roustan Sadiq Bey am 11. Mai gegen 13.00 Uhr in seinem Palast in Ksar Saïd bei Bardo auf und legte ihm dort nach einer kurzen Besprechung den Vertrag vor. Sadiq Bey erbat sich einige Stunden Bedenkzeit zur Beratung mit seinem Kabinett. Einige Minister rieten zur Flucht nach Kairouan, um von dort den Widerstand zu organisieren. Unter anderem die Präsenz der französischen Truppen in unmittelbarer Nähe zu seinem Palast trug dazu bei, dass er dies ablehnte und den Vertrag, mit dem das französische Protektorat über Tunesien begann, unterzeichnete. 
Nach Abstimmung mit seiner Regierung sah Bréart auf Bitte des Beys zur Vermeidung von Unruhen von der Besetzung der naheliegenden Stadt Tunis ab. Am 15. Mai wurde Roustan um 10 Uhr in Anwesenheit von Bréart und einer bewaffneten Eskorte im Maison de France in Tunis zum ersten französischen Ministerresidenten und Ministre plénipotentiaire seiner Regierung in Tunesien ernannt. Um 16 Uhr traf Bréart wieder im Lager Manouba ein.